# Fritz Spieß
Fritz Spieß, né le 28 octobre 1881 à Wiesbaden et mort le 19 février 1959 à Hambourg, est un officier de Marine et hydrographe allemand.

## Biographie
Fritz Spieß entre dans la Marine en avril 1900 comme cadet. En 1901, il devient Fähnrich zur See, en 1903 Leutnant zur See, en 1905 Oberleutnant zur See, en 1910 Kapitänleutnant, le 28 avril 1918 Korvettenkapitän, le 1er janvier 1925 Fregattenkapitän, le 1er avril 1927 Kapitän zur See, en 1929 Konteradmiral, en 1934 Sous-secrétaire d'État avec le grade de Major général et en 1939 Sous-secrétaire d'État avec le grade de Lieutenant général.
Jusqu'en septembre 1914, il commande brièvement le dragueur de mines auxiliaire Prinz Adalbert avant de devenir chef de la semi-flottille de l'école de torpilles à la fin de la même année. En avril 1915, il est président de la Première Commission d'inspection des torpilleurs. D'avril 1915 à décembre 1916, il commande le torpilleur G 103. En décembre 1916, il est nommé chef de la Première demi-flottille de torpilleurs de la 1re flottille de torpilleurs. De mars 1918 jusqu'à la fin de la guerre, il commande la 1re flottille de torpilleurs. De mai 1919 à septembre 1919, il commande le SMS Triton.
Après la guerre, il est engagé par la Reichsmarine. De 1925 à 1927, il participe comme commandant et hydrographe représentant le département nautique du commandement de la Marine, à l'expédition atlantique allemande sur le Météor. Après la mort d'Alfred Merz en août 1925, la direction générale de l'expédition atlantique lui est transférée par décision unanime du personnel scientifique. Il est démobilisé de la marine le 30 septembre 1928 et promu au rang de contre-amiral le 1er novembre 1929.
En 1934, il est nommé président de l'Observatoire maritime allemand à Hambourg et prend sa retraite le 22 juillet 1945.

## Publications
- 1928 : Die Meteor-Fahrt. Forschungen und Erlebnisse der Deutschen Atlantischen Expedition 1925 - 1927, Berlin: Reimer.
- 1932 : Wissenschaftliche Ergebnisse der Deutschen Atlantischen Expedition auf dem Forschungs- und Vermessungsschiff Meteor 1925 - 1927, vol. 1 : Das Forschungsschiff und seine Reise, Albert Defant (dir.), Berlin: de Gruyter.

## Honneurs et distinctions
- Le Spießgipfel (de) de la Terre de la Reine Maud dans l'est de l'Antarctique a été nommé en son honneur ainsi que le Spieß-Gletscher (de) sur la Péninsule Antarctique et les falaises de Spiessbåane (de) au large de l'île Bouvet dans l'Atlantique Sud.
- En 1927, il reçoit la médaille d'or Leibnitz de l'Académie royale des sciences de Prusse et un Doctorat honoris causa de l'Université Christian-Albrecht de Kiel.
- En 1930, il devient membre de l'Académie allemande des sciences naturelles Leopoldina dans la section de géographie .